# Ptolémée de Maurétanie
Pour les articles homonymes, voir Ptolémée (homonymie).
Ptolémée de Maurétanie (latin : Ptolemaeus, grec : Πτολεμαῖος, berbère : Ptulimayus / ⴱⵜⵓⵍⵉⵎⴰⵢⵓⵙ), né vers l'an 1 av. J.-C. à Césarée, règne de 23 jusqu'à sa mort en 40, sur la Maurétanie. Ptolémée est le dernier membre de la dynastie massyle des rois numides et, par sa mère Cléopâtre Séléné II, de la dynastie des Ptolémées (originaires d'Égypte).
À travers ses campagnes militaires, Ptolémée prouva sa capacité et sa fidélité en tant qu'allié et roi-client de Rome. Il est un monarque populaire auprès des Berbères, et a voyagé dans tout l'Empire romain, y compris à Alexandrie en Égypte et à Ostiano en Italie[réf. nécessaire].

## Biographie

### Famille
Ptolémée est le fils de Juba II (52 av. J.-C.–23 ap. J.-C.) et de Cléopâtre Séléné II (unique fille de Cléopâtre VII et de Marc Antoine). Ptolémée possède donc un héritage à la fois berbère (par son père Juba II et son grand-père Juba Ier), grec (par sa mère la reine Cléopâtre Séléné) et, enfin, romain (car il est cousin germain de l'empereur romain Claude et cousin issu de germain de Néron et Caligula).
Ptolémée est probablement né à Caesarea, capitale du Royaume de Maurétanie (actuelle Cherchell, Algérie). Il a été nommé en l'honneur des ancêtres de sa mère, en particulier de la dynastie ptolémaïque. Il a également été nommé en l'honneur de la mémoire de Cléopâtre VII.
Ptolémée et sa sœur Drusilla reçoivent une éducation romaine. En l'an 19, son père le nomme co-monarque. Quatre ans plus tard, Juba II meurt et Ptolémée monte sur le trône.

### Règne
Durant son règne, et son co-règne avec Juba II, Ptolémée, comme son père, apparaît être un protecteur des arts, du savoir, de la littérature, et du sport. En Grèce, des statues ont été érigées dans un gymnase en l'honneur de Juba II, et Ptolémée, et une statue a été érigée en référence à ses goûts pour la littérature. Ptolémée à lui-même dédicacé ces statues à Acropolis. Les Athéniens ont honoré Ptolémée et sa famille avec plusieurs inscriptions, ce qui montre le respect de ceux-ci envers les monarques clients de Rome, et leur famille.
En 17, les tribus berbères locales Gétules et Garamantes, menées par Tacfarinas, se révoltent contre la domination du royaume de Maurétanie et de Rome. La guerre ravage l'Afrique du Nord antique : les forces berbères comptaient d'anciens esclaves domestiques de Ptolémée. Malgré ses campagnes militaires, Ptolémée ne parvint pas à venir au bout de la révolte. Il demande l'appui du gouverneur romain d'Afrique, Publius Cornelius Dolabella et de ses légions pour l'assister. Les Gétules et Garamantes sont finalement vaincus en 24. La victoire de Ptolémée et des Romains fut coûteuse : les deux camps ont souffert de très lourdes pertes en infanterie et cavalerie. Pour cette victoire, le Sénat romain accorde à Ptolémée un sceptre en ivoire et une tunique de triomphe, et le reconnaît comme roi, allié et ami.
Il épouse Julia Urania, dont la tradition fait soit une affranchie gréco-syrienne, soit une membre de la famille royale d'Émèse. Il en a vers 37–39 Drusilla, seul enfant qu'on lui connaît. Elle épouse ensuite Antonius Felix, procurateur de Judée, en 52.
Une inscription retrouvée en Maurétanie indique que Juba II ou Ptolémée ont créé un culte impérial en hommage à Hiempsal II, ancien roi de Numidie, et grand-père paternel de Juba II. Selon les inscriptions, Ptolémée peut avoir créé un culte maurétanien royal à sa personne, et à ses parents (voir mythologie berbère). Une inscription est consacrée à son génie, et une autre exprime des vœux pour sa bonne santé.

### Mort

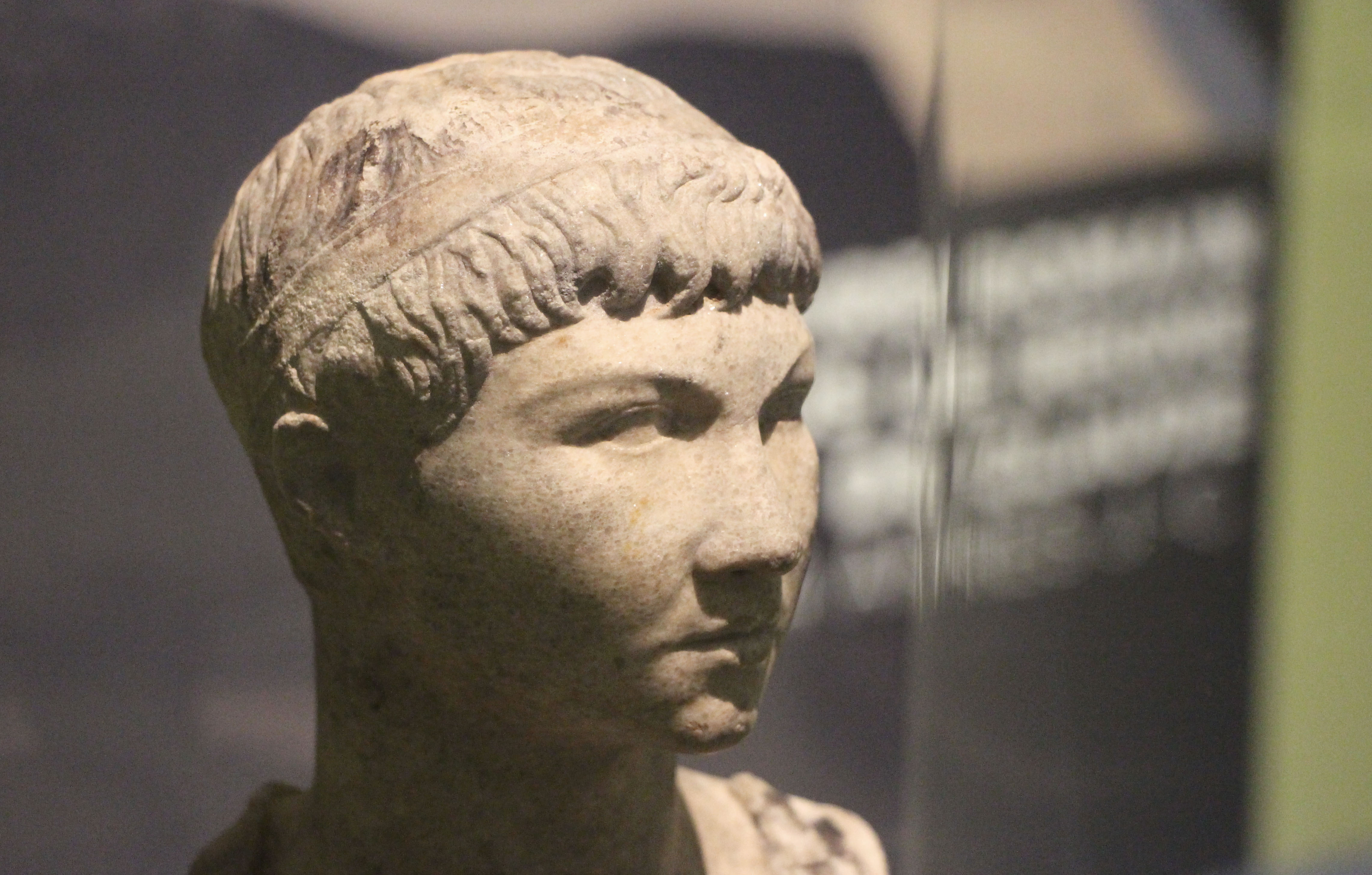
Buste de Ptolémée de Maurétanie enfant.

En 40, il est invité à Rome par l'empereur Caligula mais selon Suétone, Ptolémée suscite la méfiance et la colère de ce dernier en portant un manteau de pourpre, couleur impériale, pendant un spectacle de gladiateurs : il est assassiné et son royaume est annexé par Rome. Le lieu de l'exécution n'est pas précisé par les historiens antiques, mais est situé par des historiens modernes à Lugdunum, où se trouvait Caligula à cette date.
La motivation de Caligula n'est pas claire. Les historiens anciens comme Suétone et Dion Cassius évoquent la jalousie de Caligula envers la richesse, ou bien la popularité de Ptolémée, mais d'autres motivations sont possibles, par exemple Ptolémée aurait pu être impliqué dans un complot fomenté par Gaetulicus,. Peu avant son assassinat, Caligula avait envoyé à Ptolémée un homme avec un message indiquant : « Ne fais rien du tout, ni bien ni mal, au porteur ».
Après le meurtre de Ptolémée, un de ses esclaves domestiques, Aedemon, indigné et loyal à son ancien maître, a voulu le venger, et a initié contre Rome une révolte en Maurétanie. Cette nouvelle révolte berbère fut aussi violente que celles des Gétules et Garamantes auparavant, les rebelles étant des combattants aguerris. Les généraux romains Cnaeus Hosidius Geta et Caius Suetonius Paulinus ont dû être appelés pour mettre fin à la révolte. La Maurétanie a ensuite été divisée en deux provinces, Tingitane et Césaréenne,.

## Littérature et art
Ptolémée est un personnage dans le roman Moi, Claude, et Claude le Dieu de Robert Graves.
Au Maroc et en Algérie, plusieurs statues appartenant à Ptolémée ont été épargnées. Un nu de lui, daté du Ier siècle, est exposé au Musée de Rabat, au Maroc. Un buste en bronze de Ptolémée a été mis aux enchères à Sotheby à New York, vendu le vendredi 10 décembre 2004.

#### Sources antiques
- Suétone, Vie des douze Césars (Caligula, 26) [lire en ligne].
- Tacite, Annales (IV, 23) [lire en ligne].
- Encyclopædia Britannica - Ptolémée de Maurétanie.
- Suetonius. The Lives of the Twelve Caesars. Loeb Classical Library, Heinemann. Caligula & Claudius.

#### Ouvrages
- Michèle Coltelloni-Trannoy (préf. Jehan Desanges), Le royaume de Maurétanie sous Juba II et Ptolémée (25 av. J.-C. - 40 ap. J.-C.), Études d'Antiquités africaines, 1997, 246 p. (lire en ligne).
- (en) Josiah Osgood, Claudius Caesar : Image and Power in the Early Roman Empire, Cambridge, Cambridge University Press, 2011, 357 p. (ISBN 978-0-521-88181-4, lire en ligne).
- Anthony A. Barrett, Caligula: The Abuse of Power. Routledge, 2015  (ISBN 978-1-317-53392-4).
- Duane Roller, The World of Juba II and Kleopatra Selene: Royal Scholarship on Rome's African Frontier. Routledge, 2003  (ISBN 978-0415305969).